# Vinařice, Beroun
Vinařice là một làng thuộc huyện Beroun, vùng Středočeský, Cộng hòa Séc.